# Wikipedia w języku marathi
Wikipedia w języku marathi – edycja Wikipedii tworzona w języku marathi.
Na dzień 1 lutego 2007 roku zawierała 7511 artykułów. W opublikowanym w tym dniu tegoż roku rankingu wszystkich edycji językowych, uwzględniającym liczbę haseł, edycja ta zajmowała 64. pozycję.